# Mats Lilienberg
Mats Lilienberg (Vollsjö, 22 dicembre 1969) è un ex calciatore svedese, di ruolo attaccante.

## Palmarès

### Club

#### Competizioni nazionali
- Campionato svedese: 3

IFK Göteborg: 1995, 1996
Halmstad BK: 1997

### Individuale
- Capocannoniere del campionato svedese: 2

1993 (18 reti), 1997 (14 reti)